# Asašimo
Asašimo (japonsky 朝霜) byl šestnáctý torpédoborec druhé série třídy Júgumo japonského císařského námořnictva. Byl dokončen v listopadu 1943 jako čtrnáctý z devatenácti torpédoborců třídy Júgumo. Zúčastnil se druhé světové války v Tichomoří, během které se věnoval převážně eskortním povinnostem.
Na své první misi při doprovodu konvoje z Japonska na Mariany se 29. února podílel na potopení ponorky USS Trout. Poté doprovázel tři další konvoje a v červnu 1944 se zúčastnil bitvy ve Filipínském moři. V říjnu se zúčastnil operace Šó-iči-gó, ale do hlavních bitev u Leyte nezasáhl, neboť doprovázel poškozený těžký křižník Takao zpět do Bruneje. Poté doprovázel dva konvoje k Leyte v rámci protivyloďovací operace TA, přičemž se stal jediným torpédoborcem, který přežil zkázu konvoje TA č. 3 dne 11. listopadu 1943. V prosinci se zúčastnil operace Rei-gó – útoku proti americkému předmostí u San José. V únoru 1945 se zúčastnil operace Kita-gó – transportu strategických surovin ze Singapuru do Japonska. V rámci operace Ten-gó doprovázel ve dnech 6. a 7. dubna 1945 bitevní loď Jamato na jejím sebevražedné cestě k Okinawě. Opozdil se za svazem a byl následně potopen palubními letouny z TF 58. V době svého potopení byl poslední zbývající jednotkou ze své třídy.

## Popis
Asašimo patřil do II. série třídy Júgumo a byl objednán na základě programu z roku 1941. Jeho výzbroj tvořilo šest 127mm kanónů typu 3. roku ve třech dvouhlavňových věžích typu D (jedné na přídi a dvou na zádi) a dva čtyřhlavňové 610mm torpédomety typu 92 modelu 4, pro které bylo k dispozici až šestnáct torpéd typu 93.
Lehkou protiletadlovou výzbroj po dokončení tvořilo pravděpodobně 14 25mm kanónů typu 96 lafetovaných 4xIII a 1xII (jednohlavňové instalace nejsou na fotografii patrné). Dvouhlavňový komplet se nacházel na plošině před můstkem a trojhlavňové komplety byly na plošinách za předním a před zadním komínem jak ukazuje fotografie po dokončení. Tatáž fotografie dokládá instalaci pouze centimetrového přehledového radaru 22 Gó pro sledování vzdušných i hladinových cílů s anténou na předním stožáru.
Do svého potopení v dubnu 1945 obdržel Asašimo další 25mm kanóny v jednohlavňové lafetaci, takže celkový počet 28mm kanónů stoupl na 28 hlavní (4xIII, 1xII a 14xI). Pravděpodobně byl instalován i metrový přehledový radar pro sledování vzdušných cílů 13 Gó s anténou na zadním stěžni.

## Služba

### Výcvik a zařazení
Asašimo byl přijat do služby 27. listopadu 1943 v Ósace. Jeho prvním kapitánem se stal čúsa (中佐 ~ fregatní kapitán) Nisaburó Maekawa, který předtím vykonával funkci dozorčího dokončovacích prací (艤装員長 gisó inčó). Po přijetí do služby byl Asašimo přidělen k výcvikové 11. suirai sentai (水雷戦隊 ~ eskadra torpédoborců) 1. kantai (艦隊 ~ loďstvo) Rengó kantai. Již 27. ledna 1944 se druhým a posledním kapitánem Asašimo stal šósa (少佐 ~ korvetní kapitán) Joširó Sugihara.
Po ukončení výcviku byl 10. února 1944 Asašimo přiřazen k 31. kučikutai (駆逐隊 ~ divize torpédoborců) 2. suirai sentai 2. kantai Rengó kantai, ve které sloužil spolu se sesterskými torpédoborci Naganami, Kišinami a Okinami.

### První konvoj: střetnutí s USSRocka USSTrout
Dne 26. února 1944 vypluly Asašimo, Kišinami a Okinami z Hirošimy, aby doprovodily konvoj Macu č. 1 složený ze tří až pěti transportních lodí přepravující 29. pěší divizi kuantungské armády na Saipan, Tinian a Guam. Během cesty navázal Asašimo 29. února na pozici 25°33′ s. š., 130°42′ v. d. kontakt s vynořenou ponorkou USS Rock, která se snažila pod pláštěm noci přiblížit ke konvoji. Ponorka vystřelila čtyři torpéda ze zadních torpédometů, ale ani jedno z nich Asašimo nezasáhlo. Torpédoborec ponorku osvětlil světlometem a zahájil palbu ze svých 127mm děl. Ponorka se ponořila a další čtyři hodiny musela unikat hlubinným pumám. Nakonec unikla, ale kvůli poškození se musela vrátit na základnu.
Ještě téže noci na konvoj zaútočila ponorka USS Trout a podařilo se jí poškodit transportér Aki Maru a potopit transportér Sakito Maru. Následně se ale Trout stal obětí útoku doprovodných torpédoborců a byl pravděpodobně potopen na pozici 22°40′ s. š., 131°45′ v. d.. Asašimo svrhl 19 hlubinných náloží, po kterých na hladinu vyplavaly trosky a objevila se olejová skvrna, na což Asašimo reagoval svržením ještě jedné hlubinné nálože mezi trosky. Poté se torpédoborce vrátily zpět ke konvoji a Asašimo spolu s Okinami vzaly na palubu celkem 1720 přeživších ze Sakito Maru. 2300 mužů 18. pluku, osm tanků a další vybavení bylo ztraceno. Dne 4. března doplul zbytek konvoje na Guam. Do Japonska se měl Asašimo vrátit 15. března, zatímco zbývající dva torpédoborce 31. kučikutai dorazily až o den později.

### Další doprovody a bitva ve Filipínském moři
Ve dnech 20. až 28. března 1944 doprovázely Asašimo, Kišinami a Okinami další konvoj, tentokrát z Jokosuky na Truk. Na rozdíl od svých dvou sester se Asašimo na Truku zdržel až do 1. dubna, kdy se jako eskorta konvoje vydal z Truku na Saipan, Balikpapan a nakonec na Lingga u Singapuru, kam dorazil 14. dubna. Ve dnech 11. až 19. května eskortoval konvoj tankerů z Lingga přes Balikpapan na Tawi-Tawi.
Během bitvy ve Filipínském moři ve dnech 19. až 20. června 1944 byl Asašimo, spolu s Kišinami a Okinami, součástí doprovodu Kuritova předsunutého svazu.
Dne 8. července 1944 vyplul z Kure, aby doprovodil těžké jednotky loďstva dopravující vojska na Okinawu. Poté zamířil do Lingga, kam dorazil 16. července.

### OperaceŠó-iči-gó
Ve dnech 18. až 20. října doprovázel bitevní lodě Jamato, Musaši a Nagato z Lingga do Bruneje, kam se přemístily před připravovanou operací Šó-iči-gó k dotankování. Dne 22. října loďstvo vyplulo z Bruneje. Asašimo byl (spolu se zbytkem 31. kučikutai: Kišinami, Okinami a Naganami) součástí Kuritovy 1. butai (部隊 ~ sekce) 1. júgeki butai (第一遊撃部隊 ~ 1. útočný svaz, někdy též Střední svaz). Cestou byl ráno 23. října Kuritův svaz u ostrova Palawan napaden ponorkami USS Darter a USS Dace, které potopily těžké křižníky Atago a Maja a těžce poškodily těžký křižník Takao. Asašimo se podílel na záchraně přeživších z Atago a poté se spolu s Naganami odpojil od zbytku Kuritova svazu, aby doprovodil poškozený Takao zpět do Bruneje.

### Konvoje TA č. 4 a 3
Z Bruneje zamířil Asašimo do Manily, kam dorazil spolu s Naganami a Šimakaze, 31. října. V Manile se tou dobou soustřeďovaly lodě určené k provedení a krytí operací TA – zásobování bojujících japonských jednotek na Leyte.
Ráno 8. listopadu vyplul Asašimo z Manily jako součást eskorty konvoje TA č. 4 a večer 9. listopadu dorazil konvoj do Ormocké zátoky. V cíli musel konvoj odrazit několik leteckých útoků, které ale nezpůsobily žádné velké škody. Během noci se Asašimo podílel na odražení útoků čtyř amerických PT. Dopoledne následujícího dne se většina lodí konvoje vydala na zpáteční cestu, ale Asašimo, Naganami a kaibókan Šimušu ještě zůstaly v zátoce, aby chránily 9306t transportér Kinka Maru, který ještě neukončil vykládku. Kolem 10:00 byly lodě v zátoce i odplouvající zbytek konvoje napadeny 30 bombardéry B-25 Mitchell. Po útoku Asašimo a Naganami posbíraly trosečníky z potopených lodí a poté se přidaly ke konvoji. Na zpáteční cestě byl ještě téhož dne severně od ostrova Cebu konvoj napaden deseti pumami vyzbrojenými P-38 Lightningy. I tento útok Asašimo přečkal bez vážnějších ztrát (pokud vůbec nějaké utrpěl) a u ostrova Ticao předal trosečníky, které přepravoval, na Kasumi. Stejně učinil i Naganami a oba torpédoborce 31. kučikutai spolu s torpédoborcem Wakacuki pak zamířily zpět, aby se před půlnocí na 11. listopadu připojily k eskortě konvoje TA č. 3, který měl rovněž namířeno do Ormocké zátoky.
Za úsvitu 11. listopadu byl konvoj severozápadně od Leyte napaden americkými torpédovými čluny PT-321 a PT-324, které ale byly zahnány dvěma torpédoborci (jeden z nich byl Hamanami). Ráno 11. listopadu vyslaly letadlové lodě z TG 38.1 (USS Hornet, USS Monterey a USS Cowpens), 38.3 (USS Essex, USS Ticonderoga a USS Langley) a 38.4 (USS Enterprise a USS San Jacinto) přibližně 350 letadel proti konvoji TA č. 3. Americká letadla zastihla Japonce u cíle jejich cesty v Ormocké zátoce a přibližně v 10:45 zahájila útok. Japonské torpédoborce se pokusily uniknout z pasti Ormocké zátoky úžinou severně od ostrova Ponson, přičemž Asašimo plul jako poslední v pětičlenné linii.
Americké letouny postupně vyřadily a potopily všechny torpédoborce plující před Asašimo. Ten se napřed pokusil nabídnout pomoc se záchranou posádky torpédoborci Šimakaze, ale byl odmítnut. Poté se věnoval záchraně přeživších z Hamanami. Asašimo dokázal jako jediný torpédoborec přežít americký nálet (jediným dalším přeživším byl stíhačem ponorek č. 46) a to navíc bez jakéhokoliv vážného poškození. Manévrování během boje ale nesvědčilo parním turbínám, což mělo mít bez patřičné údržby osudné následky později…
Odpoledne 12. listopadu se Asašimo vrátil do Manily. Kolem půlnoci z 13. na 14. listopadu vyplul Asašimo spolu s torpédoborci Kasumi, Hacušimo, Ušio a Take z Manily a zamířil přes Spratlyovy ostrovy a Brunej do Lingga, kam doplul 22. listopadu. Během cesty byl 15. listopadu převelen k 2. kučikutai 2. suirai sentai 2. kantai.

### OperaceRei-góaKita-gó
Ráno 24. prosince vyplul Asašimo z Cam Ranh Bay jako součást doprovodu křižníků Ašigara a Ójodo, které měly v rámci operace Rei-gó napadnout americké předmostí u San José na Mindoru. Večer 26. prosince byl svaz napaden americkými armádními bombardéry B-24 Liberator, přičemž ve 20:45 dopadla jedna ze svržených pum 200 metrů na levobok od Asašimo. Mezi 23:45 a 0:04 se Asašimo zapojil do ostřelování skladiště u ústí řeky Kasuang a poté se věnoval záchraně přeživších z potopeného torpédoborce Kijóšimo. K ránu byl Asašimo dvakrát neúspěšně bombardován a při návratu do Cam Ranh Bay se ve 22:07 dne 27. prosince stal terčem útoku ponorky USS Baya. Všech šest torpéd ale minulo.
Dne 10. února 1945 byl Asašimo přeřazen k 21. kučikutai 2. suirai sentai 2. kantai, která se stala posledním zařazením Asašimo. 21. kučikutai se tou dobou skládala již jenom z torpédoborce Hacušimo. Oba torpédoborce pak spolu s Kasumi vypluly ještě téhož dne ze Singapuru, aby v rámci operace Kita-gó doprovodily do Japonska hybridní bitevní lodě Ise a Hjúga, spolu s lehkým křižníkem Ójodo. Ačkoliv se je cestou pokusilo zachytit minimálně 22 ponorek, 22. února všechny jednotky zakotvily v pořádku v Kure.
Od 23. do 27. února 1945 prodělal Asašimo krátkou údržbu v docích. Dne 10. dubna byl k 21. kučikutai přidělen Kasumi a 21. kučikutai tak dosáhla svého definitivního složení, kdy se skládala ze tří torpédoborců, z nichž každý byl posledním přežívajícím ze své třídy. Dne 25. března se novým velitelem 21. kučikutai stal daisa (大佐 ~ námořní kapitán) Hisao Kotaki.

### OperaceTen-gó

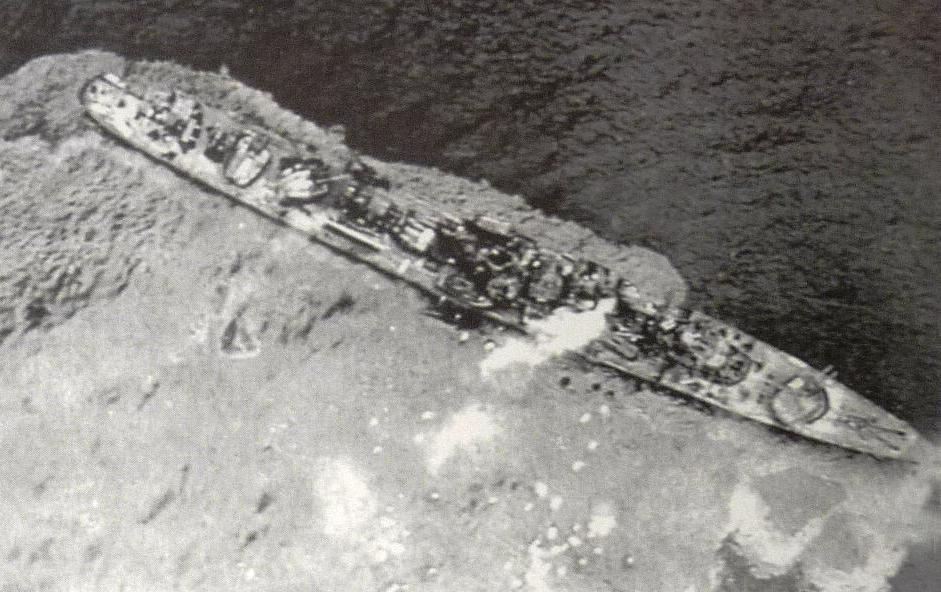
Poškozený Asašimo krátce před potopením odpoledne 7. dubna. Jelikož nikdo z posádky nepřežil, jsou hlášení a fotografie pořízené americkými letci jedinými zdroji k objasnění konce tohoto torpédoborce. Na fotografiích je Asašimo jasně identifikovatelný podle dvou dělových věží na zádi a jedné na přídi (ostatní torpédoborce předchozích tříd, účastnící se operace Ten-gó, měly dělovou věž č. 2 na zádi odstraněnou ve prospěch dalších 25mm kanónů).

S vyloděním Spojenců na Okinawě schválilo počátkem dubna 1945 císařské námořnictvo zoufalý pokus o likvidaci spojeneckých sil v okolí ostrova – operaci Ten-gó. Jako doprovod bitevní lodě Jamato na její sebevražedné misi se podílela i 21. kučikutai, které velel daisa Kotaki z paluby Asašimo.
Svaz čúdžó (中将 ~ viceadmirál) Seiiči Itóa vyplul z Tokujamy odpoledne 6. dubna. Po zaujetí kruhové formace ráno 7. dubna plul Asašimo na levoboku před přídí Jamato. V 6:57 signalizoval Asašimo problémy ve strojovně a že může plout maximální rychlostí 12 uzlů (22,2 km/h). To znamenalo, že torpédoborec se opozdil za svazem a když na svaz po poledni zaútočily palubní letouny z amerických letadlových lodí TF 58, stal se i osaměle plující torpédoborec cílem útoků. Nejprve byl ve 12:45 napaden letouny z USS Bunker Hill a ve 13:05 jej přiletěly dorazit torpédonosné TBM-3 Avenger od VT-45 z USS San Jacinto. Asašimo byl zasažen torpédem na pravoboku a během pěti minut se převrátil a potopil zádí napřed i s celou posádkou a velitelem 21. kučikutai.
Dne 10. května 1945 byl Asašimo vyškrtnut ze seznamu lodí japonského císařského námořnictva.